# Оршино
Орши́но (бел. О́ршына) — озеро в Ушачском районе Витебской области Белоруссии. Относится к бассейну реки Дива. Благодаря эворзионному происхождению обладает весьма значительной глубиной (средняя — 6 м, максимальная — свыше 21 м) при небольшой площади зеркала (12 га).

## Описание
Озеро Оршино располагается в 25 км к востоку от городского посёлка Ушачи. Рядом находятся деревни Новосёлки и Пола.
Площадь поверхности озера составляет 0,12 км². Длина — 0,58 км, наибольшая ширина — 0,27 км. Длина береговой линии — 1,58 км. Наибольшая глубина — 21,7 м, средняя — 6 м. Объём воды в озере — 0,72 млн м³. Площадь водосбора — 0,4 км².
Котловина эворзионного типа, вытянутая с запада на восток. Склоны высотой 15—17 м, крутые, суглинистые и супесчаные, поросшие лесом и кустарником. Южный и юго-восточный склоны высотой не больше 5 м, пологие. Юго-восточный склон распахан. Береговая линия слабоизвилистая. Берега песчаные, преимущественно сливающиеся со склонами котловины. На юго-востоке имеется низкий заболоченный участок берега.
Дно воронкообразной формы. Глубины до 2 м занимают 25 % площади озера. Мелководье до глубины 3—3,5 м песчаное, глубже дно илистое. Наибольшая глубина отмечена в западной части водоёма.
Минерализация воды понижена и составляет 75—95 мг/л. Прозрачность — 3,1 м. Озеро подвержено эвтрофикации.
Свыше 40 % площади водоёма зарастает. Надводная растительность формирует полосу шириной 10—15 м и спускается до глубины 2,2 м. До глубины 4 м простирается подводная растительность: рдесты, элодея, роголистник.
В озере обитают лещ, щука, окунь, плотва, краснопёрка, уклейка, линь и другие виды рыб.